# دورة ركيزة

مثال على دورة الركيزة: تحويل مصاوغ الفركتوز -6-الفوسفات (F6P) إلى الفركتوز -1،6-ثنائي الفوسفات (F-1،6-بي بي) ، وبالعكس.

دورة الركيزة futile cycle أو substrate cycle هي حالات استثنائية في التمثيل الغذائي . للوهلة الأولى ، تبدو غير مجدية لأن التفاعلات التقويضية والابتنائية تحدث في وقت واحد. لهذا السبب يشار إليها أيضًا على أنها دورات غير مجدية ، خاصة في المنشورات العلمية الإنجليزية.

## أهميتها

### تضخيم إشارة
تقترن دورة الركيزة باستهلاك للطاقة ، ولكن لا يكون لها فائدة مباشرة. التفاعلات المتعارضة مثل فسفرة الفركتوز 6-فوسفات (F-6P) إلى الفركتوز -1،6-ثنائي الفوسفات (F-1،6-bP ؛ تفاعل تحلل السكر ) أو تفاعلها العكسي (تفاعل تكوين الجلوكوز ) لذلك لا تسير عادةً في نفس الوقت: يتم في الجسم تنظيم كلا المسارين الأيضيين بشكل منفصل.
ومع ذلك ، هناك بعض الأنسجة التي اكتشفت تلك الظاهرة فيها. وتوجد أسباب مختلفة لذلك ، على سبيل المثال تضخيم إشارات التمثيل الغذائي. في المثال أعلاه ، فإن فسفرة F6P إلى F-1،6-bP (100 جزيء لكل وحدة زمنية) تتجاوز بشكل طفيف التحلل المائي العكسي لـ F-1،6-bP إلى F6P. AMP ، من خلال إشارة نقص الطاقة ، ينظم إنزيم التفاعل الأمامي ( فسفوفركتوكيناز ) و التفاعل العكسي ( الفركتوز -1،6-بيسفوسفاتاز ) في اتجاهين متعاكسين (زيادة إلى 120 جزيء لـ PFK ، وخفض إلى 72 جزيء لـتفاعل FBPase) . وبالتالي ، يزيد تدفق المستقلب من 10 إلى 50 وحدة ، ويزيد خمسة أضعاف بسبب تغيير يبلغ 20 ٪ فقط في معدل سرعة التفاعل في كلا الاتجاهين.

### توليد الحرارة
دورة الركيزة الموضحة هنا تجري تحلل مائي في توازن الـ ATP ، مع اصدار حرارة.
{\displaystyle \mathrm {{\text{Fructose-6-phosphat}}+ATP{\xrightarrow {PFK}}{\text{Fructose-1,6-bisphosphat}}+ADP} }
{\displaystyle \mathrm {{\text{Fructose-1,6-bisphosphat}}+H_{2}O{\xrightarrow {FPBase}}{\text{Fructose-6-phosphat}}+P_{i}} }
في الرصيد الصافي ، لا يتم تشكيل أي منتجات جديدة ، وبدلاً من ذلك يتم تحلل ثلاثي فوسفات الأدينوسين. ويتم إطلاق الطاقة الذاتية كحرارة:
{\displaystyle \mathrm {ATP+H_{2}O\longrightarrow ADP+P_{i}+{\text{W}}{\ddot {a}}{\text{rme}}} }
تم توضيح هذه الآلية لعضلات طيران النحلة .  بعد نهاية الشتاء ، يكون النحل الطنان أول الحشرات التي تغادر جحورها. من خلال دورة الركيزة الموصوفة ، يولد النحل الساكن الحرارة التي يحتاجونها للبقاء على قيد الحياة.
يوجد مرض وراثي نادر في البشر ، وهو ارتفاع الحرارة الخبيث . هنا ، يتم تشغيل دورة الركيزة بواسطة غازات التخدير في عملية تعتمد على مشاركة أيونات الكالسيوم. إن المشاركة المنتظمة لدورات الركيزة في توليد الحرارة أمر مثير للجدل في الثدييات. ومع ذلك ، بالنسبة للفئران ، ينخفض معدل البقاء على قيد الحياة عند 5 درجة مئوية في حالة قصور الغدة الدرقية وفقًا لكون هرمونات الغدة الدرقية تحفز عملية التمثيل الغذائي في معظم الأنسجة.

## إقرأ أيضا
- توليد الحرارة